# Velars-sur-Ouche
Velars-sur-Ouche és un municipi francès, situat al departament de la Costa d'Or i a la regió de Borgonya - Franc Comtat. L'any 2007 tenia 1.658 habitants.

## Demografia

### Població
El 2007 la població de fet de Velars-sur-Ouche era de 1.658 persones. Hi havia 635 famílies, de les quals 121 eren unipersonals (43 homes vivint sols i 78 dones vivint soles), 212 parelles sense fills, 235 parelles amb fills i 67 famílies monoparentals amb fills.
La població ha evolucionat segons el següent gràfic:
Habitants censats

### Habitatges
El 2007 hi havia 695 habitatges, 646 eren l'habitatge principal de la família, 10 eren segones residències i 38 estaven desocupats. 596 eren cases i 99 eren apartaments. Dels 646 habitatges principals, 528 estaven ocupats pels seus propietaris, 108 estaven llogats i ocupats pels llogaters i 11 estaven cedits a títol gratuït; 4 tenien una cambra, 22 en tenien dues, 73 en tenien tres, 148 en tenien quatre i 400 en tenien cinc o més. 543 habitatges disposaven pel capbaix d'una plaça de pàrquing. A 245 habitatges hi havia un automòbil i a 371 n'hi havia dos o més.

### Piràmide de població
La piràmide de població per edats i sexe el 2009 era:
| Homes | Edats   | Dones |
| ----- | ------- | ----- |
| 0     | 95 o +  | 0     |
| 0     | 90 a 94 | 4     |
| 0     | 85 a 89 | 4     |
| 4     | 80 a 84 | 4     |
| 8     | 75 a 79 | 24    |
| 8     | 70 a 74 | 12    |
| 24    | 65 a 69 | 32    |
| 48    | 60 a 64 | 32    |
| 56    | 55 a 59 | 40    |
| 72    | 50 a 54 | 96    |
| 72    | 45 a 49 | 76    |
| 52    | 40 a 44 | 40    |
| 76    | 35 a 39 | 68    |
| 48    | 30 a 34 | 76    |
| 80    | 25 a 29 | 48    |
| 36    | 20 a 24 | 56    |
| 68    | 15 a 19 | 44    |
| 40    | 10 a 14 | 92    |
| 64    | 5 a 9   | 80    |
| 36    | 0 a 4   | 64    |

## Economia
El 2007 la població en edat de treballar era de 1.115 persones, 825 eren actives i 290 eren inactives. De les 825 persones actives 778 estaven ocupades (404 homes i 374 dones) i 47 estaven aturades (18 homes i 29 dones). De les 290 persones inactives 152 estaven jubilades, 107 estaven estudiant i 31 estaven classificades com a «altres inactius».

### Ingressos
El 2009 a Velars-sur-Ouche hi havia 645 unitats fiscals que integraven 1.687,5 persones, la mediana anual d'ingressos fiscals per persona era de 22.336 €.

### Activitats econòmiques
Dels 55 establiments que hi havia el 2007, 1 era d'una empresa alimentària, 1 d'una empresa de fabricació de material elèctric, 6 d'empreses de fabricació d'altres productes industrials, 9 d'empreses de construcció, 10 d'empreses de comerç i reparació d'automòbils, 1 d'una empresa de transport, 6 d'empreses d'hostatgeria i restauració, 1 d'una empresa d'informació i comunicació, 3 d'empreses immobiliàries, 5 d'empreses de serveis, 10 d'entitats de l'administració pública i 2 d'empreses classificades com a «altres activitats de serveis».
Dels 19 establiments de servei als particulars que hi havia el 2009, 1 era una oficina de correu, 2 tallers de reparació d'automòbils i de material agrícola, 4 guixaires pintors, 1 lampisteria, 4 electricistes, 1 perruqueria, 5 restaurants i 1 saló de bellesa.
Dels 4 establiments comercials que hi havia el 2009, 1 era un hipermercat, 1 una botiga de menys de 120 m², 1 una llibreria i 1 una botiga de roba.

## Equipaments sanitaris i escolars
El 2009 hi havia 1 escola maternal i 1 escola elemental.

## Poblacions properes
El següent diagrama mostra les poblacions més properes.